# Samuel Jouy
Pour les articles homonymes, voir Jouy.
Samuel Jouy est un acteur et réalisateur français, né le 2 janvier 1973 (ou en 1975,) à Bernay dans l'Eure, également connu en début de carrière sous le nom de Samuel Hamelet.

## Biographie
Samuel Jouy grandit à Beaumont-le-Roger et fréquente le lycée Fresnel de Bernay. Il sort en 1995 du Cours Florent où il a comme professeurs Denis Podalydès, Éric Ruf et Jean-Pierre Garnier.
Dans Du bleu jusqu'en Amérique de Sarah Lévy, il joue un jeune homme accidenté qui se retrouve en fauteuil roulant dans un hôpital étrange et qui reprend goût à la vie grâce à l’amitié d’autres jeunes accidentés et à l’amour d’une jolie pensionnaire. Dans Vivante de Sandrine Ray, il est le frère attentionné d’une jeune fille victime d’un viol qu’il aide à remonter la pente après une tentative de suicide.
Ayant joué à plusieurs reprises un fils d'ouvrier dans la Lorraine sinistrée de la sidérurgie et des mines (Marie, Nonna, la Vierge et moi de Francis Renaud, Le Cri d'Hervé Baslé et L'École du pouvoir de Raoul Peck), il aborde le thème de la culpabilité et du pardon dans Un homme debout de Foued Mansour, qui lui vaut un Prix du public d'interprétation masculine, puis dans la série télévisée Ainsi soient-ils, où il est remarqué dans le rôle du séminariste et ancien prisonnier José Del Sarte, également en fauteuil roulant dans les saisons 2 et 3.
Il est aussi réalisateur, scénariste et producteur du court métrage Mortels. Son premier long métrage, Sparring, est projeté le 5 août 2017 au Festival international du film de Locarno et sort le 31 janvier 2018 en salles en France.

## Filmographie

### Cinéma

#### Longs métrages
- 1999 : 1999 Madeleine de Laurent Bouhnik : Jacques
- 1999 : Du bleu jusqu'en Amérique  de Sarah Lévy : Camille
- 2000 : Marie, Nonna, la Vierge et Moi de Francis Renaud : Jeff
- 2001 : Jeu de cons de Jean-Michel Verner : Un policier
- 2002 : Vivante de Sandrine Ray : Marty
- 2011 : Une folle envie de Bernard Jeanjean : Guillaume
- 2014 : L'Oranais de Lyes Salem
- 2015 : Un Français de Diastème : Braguette
- 2017 : Burn Out de Yann Gozlan : Jordan
- 2017 : Gauguin : Voyage de Tahiti d'Édouard Delux : Emile
- 2019 : Rebelles d'Allan Mauduit : Inspecteur Digne
- 2020 : Le Lion de Ludovic Colbeau-Justin : Swanney
- 2021 : Ogre d'Arnaud Malherbe : Matthieu
- 2023 : Flo de Géraldine Danon : Jean-Claude Parisis
- 2023 : Le Roi des ombres de Marc Fouchard : Eddy
- 2025 : Rapaces de Peter Dourountzis : le père de Jessica

#### Courts métrages
- 2004 : Le 11e Jour d’Alexis Lloyd : David
- 2005 : Un beau matin de Serge Avédikian
- 2007 : Sur ses deux oreilles d’Emma Luchini : Vincent
- 2007 : Écho de Yann Gozlan
- 2011 : Un homme debout de Foued Mansour : L'homme[8]

### Télévision

#### Séries télévisées
- 1996 : L'École des passions : Sam[9]
- 1997 : Studio des artistes : Sam[10]
- 2006 : Le Cri : Pierre Panaud
- 2007 : Le Réveillon des bonnes : Homère
- 2007 : Mystère : Thierry Courcelles
- 2008 : Hard : Lucas
- 2008 : Chez Maupassant : D'Antraigues
- 2008 : Diane, femme flic : Anthony
- 2009 : L'École du pouvoir : Clément Ribeiro
- 2009 : Vénus et Apollon :
- 2012 - 2015 : Ainsi soient-ils : José Del Sarte
- 2013 : Shanghai blues, nouveau monde de Fred Garson[11] : Xavier
- 2014 : Fais pas ci, fais pas ça : Luis
- 2016 : Accusé : Eric
- 2017- 2019 : Zone Blanche : Bertrand Steiner
- 2018 : Les Secrets : Yann
- 2020 : Ils étaient dix : Arnaud
- 2021 : Maroni, le territoire des ombres : Yann Legendre
- 2021 - 2023 : Braqueurs : Tony

#### Téléfilms
- 1997 : Rachel et ses amours de Jacob Berger : Matthieu
- 1998 : La Famille Sapajou : Le Retour d’Élisabeth Rappeneau : Max
- 2005 : Retiens-moi de Jean-Pierre Igoux : Jean-Baptiste
- 2008 : Bébé à bord de Nicolas Herdt : Mr Manzoni
- 2019 : Classe unique de Gabriel Aghion : Olivier
- 2016 : Je suis coupable de Christophe Lamotte : Mathieu Keurlire

### Réalisateur, scénariste et producteur
- 2000 : Mortels (court métrage)
- 2017 : Sparring

### Doublage
- 2010 : Easy Money de Daniel Espinosa : Johan "JW" Westlund (Joel Kinnaman)
- 2012 : L'Homme aux poings de fer de RZA : Poison violent (Daniel Wu)
- 2013 : Only God Forgives de Nicolas Winding Refn : Julian (Ryan Gosling)

## Théâtre[6]
- 1996 : Putain d'camion, coauteur avec Nadir Legrand, mise en scène de Nadir Legrand
- 1998-1999 : Du Désavantage du vent, création collective, mise en scène d’Éric Ruf
- 1999-2000 : Les Belles endormies du bord de scène, création collective, mise en scène d’Éric Ruf
- 2000  à 2002 : La Ménagerie de verre de Tennessee Williams, mise en scène d’Irina Brook : Jim O'Connor
- 2003 : Et la Nuit chante (Natta syng sine songar) de Jon Fosse, mise en scène de Frédéric Bélier-Garcia, Théâtre du Rond-Point, Paris : Le Jeune homme
- 2004 : La Mouette d’Anton Tchekhov, mise en scène de Philippe Mentha, Théâtre Kléber-Méleau de Renens et Comédie de Genève
- 2005 : Ondine de Jean Giraudoux, mise en scène de Jacques Weber : Le chevalier Hans
- 2009 : Vie privée (The Philadelphia Story[12]) de Philip Barry, adaptation et mise en scène de Pierre Laville, Théâtre Antoine, Paris : George Kittredge

## Distinction
- 2011 : Meilleur Jeune Espoir masculin (prix du public) au festival Jean Carmet de Moulins pour son rôle dans le court métrage Un homme debout de Foued Mansour